# Liste des sites Ramsar en Lituanie
Cet article recense les zones humides de la Lituanie concernées par la convention de Ramsar.

## Statistiques
La convention de Ramsar est entrée en vigueur en Lituanie le 20 décembre 1993.
En janvier 2020, le pays compte 7 sites Ramsar, couvrant une superficie de 655,81 km2 (soit environ 1% du territoire du lituanien).

## Liste
| Site                                              | Apskritis      | Notes | Date             | Superficie (km²) | Altitude (m) | Identifiant Ramsar | Identifiant WDPA | Coordonnées                       | Photo |
| ------------------------------------------------- | -------------- | ----- | ---------------- | ---------------- | ------------ | ------------------ | ---------------- | --------------------------------- | ----- |
| Marais de Čepkeliai                               | Alytus         |       | 20 août 1993     | 112,27           | 129 - 134    | 625                | 94072            | 53° 59′ 46″ nord, 24° 30′ 32″ est |       |
| Tourbière de Kamanos (lt)                         | Šiauliai       |       | 20 août 1993     | 64,01            | 78 - 86      | 626                | 94073            | 56° 17′ 20″ nord, 22° 38′ 42″ est |       |
| Viešvilė (lt)                                     | Tauragė        |       | 20 août 1993     | 32,18            | 20 - 48      | 627                | 95344            | 55° 08′ 56″ nord, 22° 26′ 24″ est |       |
| Žuvintas (en)                                     | Marijampolė    |       | 4 octobre 1993   | 75,00            | 87 - 94      | 628                | 95345            | 54° 28′ 01″ nord, 23° 34′ 59″ est |       |
| Delta du Niémen (en)                              | Klaipėda       |       | 20 août 1993     | 289,52           | 1 - 5        | 629                | 94075            | 55° 19′ 05″ nord, 21° 22′ 19″ est |       |
| Complexe de zones humides Adutiškis-Svyla-Birvėta | Utena, Vilnius |       | 15 novembre 2011 | 68,81            | 130 - 140    | 1992               | 555543058        | 55° 15′ 14″ nord, 26° 41′ 28″ est |       |
| Marais de Girutiškis (lt)                         | Vilnius        |       | 15 novembre 2011 | 14,02            | 150 - 160    | 1993               | 555547398        | 55° 11′ 53″ nord, 25° 51′ 22″ est |       |